# Бридько, Мария Матвеевна
Мария Матвеевна Бридько — советский хозяйственный деятель, полный кавалер ордена Трудовой Славы.

## Биография
Родилась в 1942 году в Челябинской области. Член КПСС.
В 1960—1991 — телятница совхоза «Ярославский» Кийминского района Акмолинской области/Жаксынского района Целиноградской области/Жаксынского района Тургайской области.
Указами Президиума Верховного Совета СССР от 14 февраля 1975 года и 24 декабря 1976 года соответственно за досрочное выполнение социалистических обязательств награждена орденами Трудовой Славы III и II степеней.
Указом Президиума Верховного Совета СССР от 5 декабря 1985 года награждена орденом Трудовой Славы I степени, став полным кавалером ордена Трудовой Славы.
Депутат Верховного Совета Казахской ССР 9-го и 10-го созывов. Делегат XXVI съезда КПСС.
Жила в Челябинской области.